# Ruggero Cane
Ruggero Cane (Casale Monferrato, XIV secolo – Pavia, XIV secolo) è stato un condottiero e diplomatico italiano.

## Biografia
Ruggero, figlio di Odoardo, nacque, probabilmente a Casale Monferrato, intorno agli anni ’20 del Trecento. Ruggero, da non confondere con il condottiero perugino Ruggero Ranieri detto Cane, compare come testimone nel 1346 ad un accordo tra il marchese di Monferrato e quello di Saluzzo, mentre nel 1349 otteneva dal vescovo di Pavia alcuni fondi presso Casale Monferrato. Espulso, insieme a molti membri della famiglia, da Casale Monferrato per ordine del Marchese Giovanni II intorno al 1359, Ruggero si trasferì a Genova, dove, nel 1362, lo troviamo conestabile di una banderia di cavalieri al soldo del doge di Genova Simon Boccanegra, allora in guerra contro i Visconti.
Nel 1367 passò al servizio dei Visconti, che nel 1371 lo inviarono come ambasciatore in Toscana, mentre nel 1372 Ruggero fu tra i comandanti viscontei nell’esercito mandato contro Asti. Divenne poi capitano di Piemonte per i Visconti e, nel 1374, fu nominato da Bernabò Visconti capitano di Reggio Emilia, dove ricevette in dono dal signore parecchi beni. Nel 1375 fu tra gli ambasciatori viscontei che riuscirono a siglare a Bologna una tregua tra i signori di Milano e la Chiesa.
Negli anni successivi, Ruggero si mise in luce come fine diplomatico, ricoprendo per i Visconti importanti compiti diplomatici presso papi, sovrani e diverse corti italiane e concluse delicate ambasciate anche in altri paesi europei, come in Inghilterra nel 1379 o in Francia nel 1383. Grazie ai suoi incarichi riuscì perfino a stringere rapporti di grande amicizia con alcune tra le principali personalità dell’Italia di allora, come il fiorentino Coluccio Salutati o il condottiero John Hawkwood. Nel maggio del 1385, con un colpo di mano, Gian Galeazzo fece arrestare lo zio Bernabò e riunificò sotto di sé i dominii viscontei. La caduta di Bernabò privò Ruggero di uno stabile impiego per alcuni anni (forse si rifugiò in Francia). Tuttavia, ben presto, grazie alle sue doti diplomatiche e alla grande fedeltà sempre dimostrata verso la casata milanese, venne di nuovo riammesso a corte, tanto che nel 1388 fu tra gli ambasciatori inviati a trattare con i fiorentini.
Per Gian Galeazzo svolse numerosi incarichi diplomatici di grande importanza, come durante le trattative di pace tra i fiorentini ed il Visconti nel 1391. Nel 1394 fu inviato da Gian Galeazzo a Genova presso il doge Antoniotto Adorno, probabilmente questa fu la sua ultima missione diplomatica, dato che dopo tale data non si hanno più notizie su di lui. Ruggero, almeno dal 1389 aveva preso dimora a Pavia, dove si trovava la corte di Gian Galeazzo, dato che in quella data venne investito dal rettore della chiesa di San Giacomino in Foro Magno di una casa nella sua parrocchia. Sappiamo poi che in città Ruggero ottenne, nel 1391, da Gian Galeazzo un sedime per realizzare una nuova casa e aveva preso in affitto dai Domenicani di San Tommaso alcune abitazioni. Inoltre Ruggero, pur essendo spesso in viaggio a causa dei tanti incarichi diplomatici, fu anche un attento amministratore dei numerosi fondi agricoli che possedeva presso Casale Monferrato. Più volte ottenne infatti da Gian Galeazzo il permesso di trasportare, senza pagare dazi o tributi, le derrate agricole prodotte nella zona, ed in particolare il vino, per poterle liberamente rivendere a Pavia e Milano.

## Discendenza
La moglie, Giacobina, apparteneva alla nobile famiglia astigiana degli Asinari, da essa ebbe una figlia, Beatrice, che sposò in prime nozze il lontano cugino Facino Cane e poi, rimasta vedova, Filippo Maria Visconti.